# Мария Кристина фон Урах
Мария Кристина фон Урах (нем. Maria Christine Gabriele Antonie Irmgard von Urach; 18 апреля 1933, Штутгарт — 2 сентября 1990, там же) — немецкий инженер-механик. Первая женщина-член наблюдательного совета Daimler-Benz. 

## Происхождение
Мария Кристина родилась 18 апреля 1933 года. Она была младшей дочерью Вильгельма фон Ураха (1897—1957) и его супруги Елизаветы Тойрер (1899—1988). У неё была старшая сестра Елизавета (1932—1999). Дедом Марии был Вильгельм фон Урах (1864—1928), который в 1918 году пару месяцев был королём Литвы, хотя реально никогда не правил страной. Также он носил титул герцога Урах с 1869 года. Титул должен был унаследовать отец Марии, но из-за морганатического брака, следующим главой семьи стал дядя Марии, Карл Геро (1899—1981).

## Биография
Как и её отец, она интересовалась инженерией и машиностроением. Она изучала общее машиностроение в Университете Штутгарта. После его окончания, она поступила в компанию Daimler-Benz в 1959 году и заняна должность инженера-счётчика. Она быстро работала в недавно созданном ИТ-отделе и взяла на себя его управление в 1969 году. В 1973 году она стала заведующей главным отделом «Организации и обработки данных», в 1979 году — «директором отдела», а в 1987 году — заведующей отделом.
Быстрый подъём произошел благодаря тому, что её отец работал в этой компании, а также она была специалистом в новой области, пройдя множество курсов повышения квалификации. С 1972 года Мария Кристина была членом комитета представителей высшего руководства Daimler-Benz, а с 1982 года главой общего комитета представителей. С 1978 года она была первой женщиной-членом наблюдательного совета Daimler-Benz AG.
В 1989 году она заняла должность председателя комитета представителей высшего руководства компании.
Также, Мария Кристина была председателем секции профессиональных вопросов основной группы Ассоциации немецких инженеров и Юго-западной региональной группы Ассоциации наемных менеджеров. Ещё работала в Обществе компьютерных наук.
Мария Кристина умерла 2 сентября 1990 года. Она никогда не была замужем и детей не имела. Похоронена вместе с родителями в Штутгарте.